# Herybert z Laonu
Herybert z Laonu (Charibert; fr. Caribert de Laon) – hrabia Laonu.
Był ojcem Bertrady, matki Karola Wielkiego. Wraz ze swą matką Bertradą Starszą w 721 roku założył klasztor w Prüm. Zmarł około 762 roku.